# Corpse Party
Corpse Party (jap. コープスパーティー) ist eine Horrorvideospielserie des Entwicklers Team GrisGris, die 1996 als Dōjin-Game entstand. Die Idee der Spieleserie stammt von Makoto Kedōin.
Das erste Spiel der Serie entstand mithilfe der RPG Maker Software und erschien für den PC-9801. In den Jahren 2008 und 2010 erfolgten mit der Veröffentlichung von Corpse Party: Blood Covered und Corpse Party Blood Covered: …Repeated Fear zwei Remakes für Windows bzw. der PlayStation Portable (PSP) und iOS. In Nordamerika und Europa erscheint die Spieleserie über Marvelous USA bzw. Marvelous Europe.
Marvelous USA plante im Jahr 2015 die Veröffentlichung einer lokalisierten Version von Corpse Party Blood Covered für den PC in Nordamerika, die allerdings in das Jahr 2016 verschoben wurde. In Japan erschien im Jahr 2015 eine Version von Party Blood Covered: ...Repeated Fear für den Nintendo 3DS, die ein zusätzliches Kapitel aufweist, das nicht auf den zuvor herausgegebenen Spielversionen auf der PSP und iOS zu finden ist.
Mit Corpse Party: Book of Shadows erschien im September 2011 auf dem japanischen Markt eine Fortsetzung von Corpse Party: Blood Covered für die PSP; eine Veröffentlichung in Nordamerika folgte im Jahr 2013. Mit Corpse Party: Hysteric Birthday 2 U folgte 2012 ein Spin-Off für die PSP in Japan, das im Winter 2018 auf dem westlichen Markt für Windows erscheint. Corpse Party: Blood Drive, der dritte Teil der Corpse-Party-Serie erschien in Japan im Jahr 2014 für die PlayStation Vita, ehe im Oktober des darauffolgenden Jahres eine Veröffentlichung in Nordamerika und Europa stattfand. Im Jahr 2018 wurde Corpse Party: Blood Drive von der ESRB für die Nintendo Switch aufgelistet, was einen möglichen Port für die Konsole andeutet.
GrindHouse, ein Entwicklerunternehmen, welches Mitarbeiter von Team GrisGris unter Vertrag hat, veröffentlichte mit Corpse Party 2: Dead Patient eine weitere Fortsetzung für den PC. Dieses Spiel wurde in Episoden veröffentlicht, wobei die erste Episode im Mai 2013 herausgegeben wurde.
Die Corpse-Party-Reihe wurde vielfach adaptiert. So erschienen mehrere Mangas, OVAs, zwei Realfilme und Drama-CDs. Auch griffen Themenparks Corpse Party auf.

## Spielprinzip
Bei der Corpse-Party-Reihe handelt es sich um eine Serie von Horror-Adventure-Videospielen mit Elementen des Rollenspiels. Die Spiele sind in einer Third-Person- und Top-Down-Perspektive gehalten. Um das Ziel des Spiels zu erreichen, aus der von Geistern verfluchten Schule zu fliehen, muss der Spieler das Schulgelände erkunden, mit seiner Umgebung interagieren, Dokumente inspizieren und dabei auch den Kontakt mit den Geistern vermeiden. Zudem muss der Spieler Objekte aufnehmen und mit den übrigen Charakteren kommunizieren.
Die Spiele sind zumeist in mehrere Kapitel unterteilt, die sich auf die verschiedenen Charaktere beziehen. In jedem Kapitel sind mehrere Enden möglich, die je nach den Entscheidungen des Spielers im Spiel erreicht werden können. Das Ende wird durch den Gesamtfortschritt im Spiel erreicht, während mehrere schlechte Enden durch das Absolvieren von handlungsirrelevanten Aufgaben abseits der eigentlichen Spielhandlung freigeschaltet werden. Die Charaktere besitzen Gesundheitsleisten, welche anzeigt wie viele Treffer ein Charakter aushält, bevor dieser stirbt, was je nachdem ebenfalls ein schlechtes Ende freischaltet. Je nachdem wie der Spieler im Spiel voranschreitet können weitere zehn Kapitel freigeschaltet werden, die sich auf die Nebencharaktere beziehen und die Spieldauer verlängern. Anders als bei klassischen Rollenspielen gibt es in Corpse Party kein Kampfsystem. Stattdessen muss der Spieler Entscheidungen treffen, um potentiellen Gefahren aus dem Weg zu gehen.
Die Remakes Blood Covered und Repeated Fear beinhalten zudem zusätzliche Charaktere, eine umfangreichere Spielwelt und ausgedehntere Handlung, sowie eine detaillierte Hintergrundgeschichte.
Viele Spieler beschreiben Corpse Party als eine Visual Novel. Dies ist, laut Tim Lipschultz, nicht ganz korrekt. Diverse Szenen, wie die freischaltbaren Extra-Kapitel, seien zwar ausschließlich von Dialogszenen geprägt, dennoch erlaubt das Spiel das freie Erkunden der Spielewelt.

## Handlung
Die Corpse-Party-Spiele drehen sich um japanische Oberschüler, die sich nach dem Ende ihres Schulfestivals gegenseitig Geistergeschichten erzählen und durch ein überraschendes Erdbeben in eine verfallene, von Geistern heimgesuchte Grundschule in einem Paralleluniversum gesogen werden. Hauptcharakter des Spiels ist der gutherzige Schüler Satoshi Mochida, der von seinen Schulfreunden aufgrund seiner eher ängstlichen Natur aufgezogen wird.
Weitere Charaktere sind Naomi Nakashima, Yoshiki Kishinuma, Ayumi Shinozaki und Yuka Mochida, Satoshis jüngere Schwester. Der Antagonist des Spiels ist der rote Geist eines jungen Mädchens, welches Rache für seinen unrechtmäßigen Tod sucht.
Corpse Party 2: Dead Patient hingegen spielt fünf Jahre nach den Handlungen des Spiels Corpse Party: Blood Drive in einem verlassenen Krankenhaus, dem Amare Patriarch Crucis, aus dem es zu entfliehen gilt. Dieses spiel folgt der Schülerin Ayame Itō, die ihre Erinnerungen an ihre Vergangenheit verloren hat. Auf der Suche nach einem Ausweg trifft der Spieler auf weitere Charaktere, die sich als Unterstützer oder Feinde erweisen, sowie auf blutrünstige Zombies.

## Charaktere
Die Serie brachte bisher über 100 verschiedene Charaktere hervor. Nachfolgend kommt eine Liste mit allen bekannten Charakteren der Corpse-Party-Reihe, Anime- und Manga-Umsetzungen inbegriffen:
| Charakter            | Spiel (Erstauftreten) 1                     | Synchronsprecher 1                                                                | Weitere Informationen |
| -------------------- | ------------------------------------------- | --------------------------------------------------------------------------------- | --- |
| Satoshi Mochida      | Corpse Party                                | Shinya Tsurugi (PC) Hiro Shimono (PSP, Vita, iOS, 3Ds, OVA, Drama-CD)             | Oberschüler, Hauptcharakter |
| Ayumi Shinozaki      | Corpse Party                                | Chiroru Ōyama (PC) Asami Imai (PSP, iOS, Drama-CD)                                | Oberschülerin, Klassensprecherin, Hauptcharakter in Corpse Party: Blood Drive                                                                                    |
| Naomi Nakashima      | Corpse Party                                | Junka Amaoto (PC) Rina Sato (PSP, Vita, iOS, 3Ds, OVA, Drama-CD)                  | Oberschülerin, Kindheitsfreundin von Satoshi |
| Yoshiki Kishinuma    | Corpse Party                                | Sora, Fuyuhiko Yoshida (PC) Yūichi Nakamura (PSP, Vita, iOS, 3Ds, OVA, Drama-CD)  | Oberschüler |
| Yuka Mochida         | Corpse Party                                | vitamin+chi (PC) Eri Kitamura (PSP, Vita, iOS, 3Ds, OVA) Sayuri Yahagi (Drama-CD) | Mittelschülerin, jüngere Schwester von Satoshi |
| Miho Mochida         | Corpse Party                                |                                                                                   | Mutter von Satoshi und Yuka, tritt nur bei Tod von Yuka im Spiel in Erscheinung                                                                                  |
| Sachiko Shinozaki    | Corpse Party                                | Iku Amao (PC) Ikue Ōtani (PSP, Vita, iOS, 3Ds)                                    | Antagonist, Cousine von Ayumi |
| Aya Shinohara        | Corpse Party: Blood Covered                 |                                                                                   | Schwester von Seiko und Yuu Shinohara, nur im Manga |
| Chihaya Yamasa       | Corpse Party: Blood Covered                 | Kyōko Namekawa (PSP, iOS) Rei Matsuzaki (PSP, iOS)                                | Schülerin der Musashigawa-Mädchenschule, NPC |
| Emi Urabe            | Corpse Party: Blood Covered                 | mai (PC) Satomi Moriya (PSP, iOS)                                                 | Schülerin der Byakudan Senior-Highschool, NPC |
| Hajime Yamazaki      | Corpse Party: Blood Covered                 | KK (PC) Akio Ōtsuka (PSP, iOS, 3Ds)                                               | Englischlehrer an der Kisaragi Academy Senior Highschool, NPC |
| Haruna Kizami        | Corpse Party: Blood Covered                 | Hiyori Koharu (PC) Momoko Ōhara (PSP, iOS, 3Ds)                                   | Schülerin der St. Catherines Academy Highschool, Schwester von Yuuya und Kouki, NPC                                                                              |
| Hinoe Shinozaki      | Corpse Party: Blood Covered                 | NAKI (PC) Rei Matsuzaki (PSP, iOs, Vita, 3Ds)                                     | Schwester von Ayumi, Cousine von Sachiko, Mitglied des Wicca-Instituts, NPC                                                                                      |
| Kai Shimada          | Corpse Party: Blood Covered                 | Nagi Kaiji (PC) Manabu Sakanaki (PSP, iOS)                                        | Oberschüler der Byakudan Senior Highschool |
| Kensuke Kurosaki     | Corpse Party: Blood Covered                 | Sayu, Gakuto Kidō (PC) Tsubasa Yonaga (PSP, iOS, Vita)                            | Oberschüler der Byakudan Senior Highschool, NPC |
| Kokuhaku Akaboji     | Corpse Party: Blood Covered                 | mai (PC) Satomi Moriya (PSP, iOS, Vita)                                           | Schülerin Misato Municipal Brotherhood High |
| Kou Kibiki           | Corpse Party: Blood Covered                 | Daisuke Endō (PSP, iOS)                                                           | Romanschriftsteller, Mentor von Naho Saenoki, NPC |
| Masato Fukuroi       | Corpse Party: Blood Covered                 | Shinya (PC) Taira Kikumoto (PSP, iOS)                                             | Oberschüler der Byakudan Senior Highschool |
| Mayu Suzumoto        | Corpse Party: Blood Covered                 | Asumi Yanagi (PC) Yūka Nanri (PSP, iOS, Vita, 3Ds, OVA) Kimiko Koyama (Drama-CD)  | Oberschülerin der Kisaragi Academy |
| Miki Kishinuma       | Corpse Party: Blood Covered                 |                                                                                   | Mittelschülerin, Schwester Yoshiki Kishinuma, nur im Manga, im Spiel lediglich erwähnt                                                                           |
| Mikio Tsubota        | Corpse Party: Blood Covered                 | Yossy~Balan (PC) Taira Kikumoto (PSP, iOS, 3Ds)                                   | Sportlehrer an der Kisaragi Academy, NPC |
| Mitsuki Yamamoto     | Corpse Party: Blood Covered                 | Haruka Tomatsu (PSP, iOS)                                                         | Oberschülerin der Byakudan Senior Highschool |
| Naho Saenoki         | Corpse Party: Blood Covered                 | Kaori Aihara (PC) Ayano Yamamoto (PSP, iOS, Vita, 3Ds, Drama-CD)                  | Schülerin der Paulownia Academy Highschool, verbreitete das Freundschaftsritual der „fröhlichen Sachiko“                                                         |
| Nana Ogasawara       | Corpse Party: Blood Covered                 | Hiromi Igarashi (PSP, iOS)                                                        | Schülerin der Musashigawa Mädchen-Mittelschule |
| Nari Amatoya         | Corpse Party: Blood Covered                 |                                                                                   | Schülerin Musashigawa Mädchen-Mittelschule |
| Natsumi Nakashima    | Corpse Party: Blood Covered                 | Chiroru Ōyama (PC) Seiko Yoshida (PSP, iOS, 3Ds) Saori Oshiyama (OVA)             | Mutter von Naomi Nakashima, NPC |
| Ryosuke Katayama     | Corpse Party: Blood Covered                 | Daisuke Endō (PSP, iOS, Vita)                                                     | Oberschüler der Byakudan Senior Highschool, NPC |
| Ryou Yoshizawa       | Corpse Party: Blood Covered                 | mai (PC) Satomi Moriya (PSP, iOS, OVA)                                            | Schüler der Heavenly Host Elementary School, Mordopfer, ruheloser Geist, NPC                                                                                     |
| Sakutaro Morishige   | Corpse Party: Blood Covered                 | Nata Sasahara (PC) Tetsuya Kakihara (PSP, iOS, Vita, 3Ds, OVA, Drama-CD)          | Oberschüler der Kisaragi Academy |
| Seiko Shinohara      | Corpse Party: Blood Covered                 | Miki Honda (PC) Satomi Arai (PSP, iOS, Vita, 3Ds, OVA, Drama-CD)                  | Oberschülerin der Kisaragi Academy |
| Shougo Taguchi       | Corpse Party: Blood Covered                 | KK (PC) Manabu Sakamaki (PSP, iOS, 3Ds)                                           | Kameramann unter Kou Kibiki |
| Souichiro Shimoda    | Corpse Party: Blood Covered                 | Tomokazu Sugita (PSP, iOS, 3Ds)                                                   | gefangener Geist an der Heavenly Host Elementary School, NPC |
| Takamine Yanagihori  | Corpse Party: Blood Covered                 | Shin’ichi Oze (PC) Taira Kikumoto (PSP, iOS, 3Ds)                                 | Schulrektor der Heavenly Host Elementary School |
| Tohko Kirisaki       | Corpse Party: Blood Covered                 | Koyori Katsuragi (PC) Seiko Yoshida (PSP, iOS, Vita)                              | Oberschülerin der Byakudan Senior Highschool |
| Tokiko Tsuji         | Corpse Party: Blood Covered                 | Kotone Yukino (PC) Momoko Ōhara (PSP, iOS)                                        | Schülerin der Heavenly Host Elementary School, Mordopfer, ruheloser Geist, NPC                                                                                   |
| Tomohiro Ohkawa      | Corpse Party: Blood Covered                 |                                                                                   | Oberschüler der Byakudan Senior Highschool |
| Yoshie Shinozaki     | Corpse Party: Blood Covered                 | Ikue Ōtani (PSP, iOS, Vita)                                                       | Schulkrankenschwester der Heavenly Host Elementary School, Mutter von Sachi und Sachiko                                                                          |
| Yoshikazu Yanagihori | Corpse Party: Blood Covered                 | Shin’ichi Oze (PC) Daisuke Matsuo (PSP, iOS)                                      | Lehrer an der Heavenly Host Elementary School, Sohn von Takamine Yanagihori                                                                                      |
| Yui Shishido         | Corpse Party: Blood Covered                 | Miyuki Sawashiro (PSP, iOS, Vita) Aya Endo (Drama-CD)                             | Englischlehrerin der Kisaragi Academy |
| Yuki Kanno           | Corpse Party: Blood Covered                 | Hiyori Koharu (PC) Hiromi Igarashi (PSP, iOS)                                     | Schülerin an der Heavenly Host Elementary School, Mordopfer, ruheloser Geist, NPC                                                                                |
| Yukie Suzumoto       | Corpse Party: Blood Covered                 | Yūki Miyaguchi (PC) Seiko Yoshida (PSP, iOS, 3Ds)                                 | Mutter von Mayu, NPC |
| Yuu Shinohara        | Corpse Party: Blood Covered                 | Yūki Miyaguchi (PC) Momoko Ōhara (PSP, iOS, 3Ds)                                  | Jüngerer Bruder von Seiko, NPC |
| Yuuja Kizami         | Corpse Party: Blood Covered                 | Ryūmon, Sakuya Kamishiro (PC) Tomokazu Sugita (PSP, iOS)                          | Oberschüler der Byakudan Senior Highschool, Antagonist, jüngerer Bruder von Kouki und Haruna                                                                     |
| Hideki Tachibana     | Corpse Party Blood Covered: …Repeated Fear  |                                                                                   | Schüler der Tendo Senior Highschool, interessiert an Okkultismus, introvertiert                                                                                  |
| Masayuki Hayashi     | Corpse Party Blood Covered: …Repeated Fear  |                                                                                   | Schüler an der Tendo Senior Highschool, mit Hideki Tachibana befreundet                                                                                          |
| Kaori Hasegawa       | Corpse Party Zero                           |                                                                                   | Schülerin der Tendo Senior Highschool |
| Shiho Hasegawa       | Corpse Party Zero                           |                                                                                   | Schülerin der Tendo Senior Highschool |
| Aiko Niwa            | Corpse Party: Book of Shadows               | Rikako Yamaguchi (PSP, iOS, Vita)                                                 | Schülerin der Paulownia Academy Highschool, jüngere Schwester von Kuon Niwa                                                                                      |
| Kouki Kizami         | Corpse Party: Book of Shadows               |                                                                                   | Oberschüler an der Byakudan Senior Highschool, älterer Brüder von Haruna und Yuuja                                                                               |
| Makina Shinozaki     | Corpse Party: Book of Shadows               |                                                                                   | Ältere mysteriöse Frau, warnt Lebende vor dem Fluch der Heavenly Host Elementary School, Großgroßtante von Ayumi                                                 |
| Mio Yuzuki           | Corpse Party: Book of Shadows               |                                                                                   | Schülerin an der Paulownia Academy Highschool, NPC |
| Sayaka Ooue          | Corpse Party: Book of Shadows               | MAKO (PSP, iOS, Vita)                                                             | Schülerin an der Paulownia Academy Highschool |
| Seiji Shinozaki      | Corpse Party: Book of Shadows               |                                                                                   | Ehemann von Yoshie Shinozaki, Vater von Sachi und Sachiko, wird leglich in wenigen Szenen gezeigt                                                                |
| Tsukasa Mikuni       | Corpse Party: Book of Shadows               | Nobuhiko Okamoto (PSP, iOS, Drama-CD)                                             | Oberschüler an der Kisaragi Academy |
| Kuon Niwa            | Corpse Party: Blood Drive                   | Saori Hayami (Vita)                                                               | Englischlehrerin an der Kisaragi Academi, CEO bei PL Promotions Co., Inc., ältere Schwester von Aiko                                                             |
| Mirai Yamamura       | Corpse Party: Blood Drive                   | Saori Oshiyama (Vita)                                                             | Weiße Hexe im Wicca-Institut, Assistentin von Hinoe Shinozaki, NPC                                                                                               |
| Misuto Kiriya        | Corpse Party: Blood Drive                   | Jun Ōsuka (Vita)                                                                  | Mitglied Yagoura Society, Antagonist, spielbarer Charakter |
| Queen                | Corpse Party: Blood Drive                   | Rei Sakai (Vita)                                                                  | Der Kern des Nirvana, Königin der Hexen, versiegelt in Sachiko Shinozaki                                                                                         |
| Rin Sakuma           | Corpse Party: Blood Drive                   |                                                                                   | Schülerin einer Mittelschule |
| Sachi Shinozaki      | Corpse Party: Blood Drive                   | Yui Kondo (Vita)                                                                  | Tochter von Yoshie Shinozaki, Zwillingsschwester von Sachiko, verstarb vor ihrer Geburt und wurde von ihrer Schwester absorbiert, Hauptantagonist in Blood Drive |
| Waldo Mizuki         | Corpse Party: Blood Drive                   | Yoshihito Sasaki (Vita, Drama-CD)                                                 | Mitglied bei Martuba’s Tomb, Beschützer von Magari Mizuki |
| Azusa Takai          | Corpse Party: Sweet Sachiko’s Birthday Bash | Yukana (PSP, iOS, Vita)                                                           | Schülerin an der Santa Cruz Mädchen-Highschool, Mitglied bei Martuba’s Tomb                                                                                      |
| Satsuki Mitzuhara    | Corpse Party: Sweet Sachiko’s Birthday Bash | Yumi Hara (PSP, iOS, Vita)                                                        | Schülerin an der Kisaragi Academy, Mitglied bei Martuba’s Tomb                                                                                                   |
| Kentaro Oshio        | Corpse Party: Sweet Sachiko’s Birthday Bash | Yoshimasa Hosoya (PSP, iOS)                                                       | Schüler der Sagutani Senior Highschool |
| Lucio Fulutin        | Corpse Party: Sweet Sachiko’s Birthday Bash |                                                                                   | verstorbener, zum Leben erweckter Filmregisseur |
| Ran Kobayashi        | Corpse Party: Sweet Sachiko’s Birthday Bash | Sumire Uesaka (PSP, iOS, Drama-CD)                                                | Schülerin an der Santa Cruz Mädchen-Highschool |
| Toshihisa Goto       | Corpse Party: Sweet Sachiko’s Birthday Bash | Yūsuke Kuwabata (PSP, iOS)                                                        | Schüler der Sagutani Senior Highschool |
| Ayame Itou           | Corpse Party 2: Dead Patient                | Kimisura Uwazu (PC) Asami Seto (Drama-CD)                                         | Schülerin der Minazuki Academy, Hauptcharakter |
| Chiyomi Homura       | Corpse Party 2: Dead Patient                | Yuzu Watase (PC) Aoi Yūki(Drama-CD)                                               | Schülerin der Minazuki Academy |
| Curara Teshimizu     | Corpse Party 2: Dead Patient                | Koharu Asakura (PC)                                                               | Schülerin der Minazuki Academy |
| Kurumi               | Corpse Party 2: Dead Patient                |                                                                                   | Grundschülerin |
| Masami Yoshinaka     | Corpse Party 2: Dead Patient                | Ryūmon (PC) Takuya Eguchi (Drama-CD)                                              | Krankenpfleger im Amare Patriarcha Crucis Hospital, Verlobter von Ritsuko Satomi Antagonist                                                                      |
| Masato Hiyami        | Corpse Party 2: Dead Patient                | Kazuya Murakami (PC) Yoshitsugu Matsuoka (Drama-CD)                               | Schüler der Tsukinoka Highschool, ehemaliger Klassenkamerad von Ayame und Chiyomi                                                                                |
| Ritsuko Satomi       | Corpse Party 2: Dead Patient                |                                                                                   | Pressefotografin, Verlobte von Masami Yoshinaka |
| Ryuji Shimazaki      | Corpse Party 2: Dead Patient                |                                                                                   | Schüler an der Minazuki Academy, Bekannter von Sakutaro Morishige, Kindheitsfreund von Curara                                                                    |
| Seira Sido           | Corpse Party 2: Dead Patient                | Full-Go-Ri (PC) Tomokazu Sugita (Drama-CD)                                        | Fashiondesigner |
| Seishirou Morishige  | Corpse Party 2: Dead Patient                |                                                                                   | Neuropsychologe im Amare Patriarcha Crucis Hospital, Vater von Sakutaro Morishige                                                                                |
| Tomohisa Shibai      | Corpse Party 2: Dead Patient                | Hideyoshi Bitō (PC)                                                               | Schüler an der Minazuki Academy |
| Frau in rot          | Corpse Party 2: Dead Patient                |                                                                                   | Antagonist, NPC |
| Akari Roen           | Corpse Party: Cemetery0                     |                                                                                   | Schülerin der den Tendo-Mädchenschule |
| Magari Mizuki        | Corpse Party: Cemetery0                     | Maaya Uchida (Vita) Rumi Ōkubo (Drama-CD)                                         | Schülerin an der Paulownia Academy Highschool, Mitglied bei Martuba’s Tomb                                                                                       |
| Miku Sensu           | Corpse Party: Cemetery0                     |                                                                                   | Schülerin an der Tendo-Mädchenschule |
| Shinozaki            | Corpse Party: Cemetery0                     |                                                                                   | Mitglied der Yagoura Society |
| Shiori Izuri         | Corpse Party: Cemetery0                     |                                                                                   | Schülerin der Tendo-Mädchenschule, vermutliches Mordopfer |
| Miyu Shinohara       | Corpse Party Musume                         |                                                                                   | Oberschülerin an der Kisaragi Academy, in Satoshi Mochida verliebt                                                                                               |
| Principal            | Corpse Party Musume                         |                                                                                   | Schulleiter der Kisaragi Academy |
| Teacher              | Corpse Party Musume                         |                                                                                   | Lehrer an der Kisaragi Academy Mädchenschule |
| Yuika                | Corpse Party Musume                         |                                                                                   | Enkelin des Schulleiters, wird von Sachiko ermordet |
| Erina Yuzuki         | Corpse Party: Another Child                 |                                                                                   | Schülerin der Satsukiyama Academy, mit Miyako und Yuma befreundet, drangsaliert Tamaki Minase                                                                    |
| Kana                 | Corpse Party: Another Child                 |                                                                                   | Schülerin der Satsukiyama Academy |
| Noriko               | Corpse Party: Another Child                 |                                                                                   | Schülerin der Satsukiyama Academy, mit Kana befreundet |
| Mayuri Yoshimura     | Corpse Party: Another Child                 |                                                                                   | Schülerin der Satsukiyama Academy, interessiert sich für Parapsychologie und übernatürliche Phänomene                                                            |
| Minoru Hasegawa      | Corpse Party: Another Child                 |                                                                                   | Schüler der Satsukiyama Academy |
| Miyako Hayakawa      | Corpse Party: Another Child                 |                                                                                   | Schülerin der Satsukiyama Academy mit Erina und Yuma befreundet, Mitläuferin                                                                                     |
| Saki Akagiri         | Corpse Party: Another Child                 |                                                                                   | Geist, heraufbeschworen von Erina Yuzuki und ihren Freunden, keine Verbindung zur Heavenly Host Elementary School                                                |
| Shinichi Yamagihara  | Corpse Party: Another Child                 |                                                                                   | Schüler an der Satsukiyama Academy, Kindheitsfreund von Yuuma Shindou, fürsorglich, hat Gefühle für Erina Yuzuki                                                 |
| Tamaki Minase        | Corpse Party: Another Child                 |                                                                                   | Schülerin an der Satsukiyama Academy, Kindheitsfreundin von Yuuma Shindow, hat Gefühle für sie, wird gemobbt, schüchtern, Protagonist                            |
| Yamazaki             | Corpse Party: Another Child                 |                                                                                   | Schüler an der Satsukiyama Academy, mit Shinichi und Minoru befreundet                                                                                           |
| Yuma Okita           | Corpse Party: Another Child                 |                                                                                   | Schülerin an der Satsukiyama Academy, mobbt Tamaki aktiv |
| Yuuma Shindou        | Corpse Party: Another Child                 |                                                                                   | Schüler an der Satsukiyama Academy, Protagonist |
| Eiko Matsuno         | Corpse Party: Coupling X Anthology          |                                                                                   | Schülerin der St. Catherine Academy |

## Entwicklung
Entwickelt wird die Corpse-Party-Videospielreihe unter anderem vom Dōjin-Entwicklerteam Team GrisGris und GrindHouse. Die Spiele verwenden als Engine den RPG Maker 2000.
Die Grafik ist eine Kombination aus zweidimensional animierten Sprites, stillen Fullscreen-Arts, fleischig, matschige Soundeffekte und hochqualitatives Voice-Acting. Letztere wurden binaural aufgenommen um einen illusionhaften 3D-Klang hervorzurufen. Hierfür wurden bei den Aufnahmen der Töne in Blood Covered, Blood Drive und Book of Shadows Kunstköpfe als Mikrofon verwendet. Corpse Party: Blood Drive und das Sequel Corpse Party 2: Dead Patient weisen erstmals 3D-Animationen auf, die Charaktere werden als Chibis dargestellt, wobei die klassischen CG-Artworks weiterhin Verwendung finden. Diese wurden von Sakuya Samishiro entworfen.

## Veröffentlichungen

### Videospiele

#### Offizielle Veröffentlichungen
| Titel Entwickler Publisher                                                                                                   | Erstveröffentlichungsdatum | Erstveröffentlichungsdatum | Erstveröffentlichungsdatum | Anmerkungen                                                           |
| Titel Entwickler Publisher                                                                                                   | Japan                      | Nordamerika                | Europa                     | Anmerkungen                                                           |
| --- | -------------------------- | -------------------------- | -------------------------- | --------------------------------------------------------------------- |
| Corpse Party • Entwickler: Team GrisGris • Publisher: Kenix Soft                                                             | 22. April 1996             | nicht veröffentlicht       | nicht veröffentlicht       | Plattformen: PC-9801 Remake unter Corpse Party -Rebuilt- im Jahr 2011 |
| Corpse Party:Blood Covered • Entwickler: Team GrisGris • Publisher: Team GrisGris, Marvelous USA (EU/NA)                     | 08. März 2008              | 25. April 2016             | 25. April 2016             | Plattformen: Windows 2000, XP, Vista, 7, 8                            |
| Corpse Party Blood Covered: …Repeated Fear • Entwickler: Team GrisGris, 5bp. • Publisher: 5bp., Marvelous USA (EU/NA)        | 12. August 2010            | 22. November 2011          | 14. Dezember 2011          | Plattformen: PSP, iOS, Nintendo 3DS                                   |
| Corpse Party: Book of Shadows • Entwickler: Team GrisGris, 5bp. • Publisher: 5bp., Marvelous USA (EU/NA)                     | 01. September 2011         | 15. Januar 2013            | 23. Januar 2013            | Plattformen: PSP, iOS, Windows 7, 8, 10                               |
| Corpse Party: Sweet Sachiko’s Hysteric Birthday Bash • Entwickler: Team GrisGris, 5bp. • Publisher: 5bp., Marvelous USA (NA) | 02. August 2012            | Winter 2018                | Winter 2018                | Plattformen: PSP, Windows, PC Spin-Off                                |
| Corpse Party 2: Dead Patient • Entwickler: GrindHouse • Publisher: Grindhouse                                                | 29. Mai 2013               | nicht veröffentlicht       | nicht veröffentlicht       | Plattformen: PC                                                       |
| Corpse Party: Blood Drive • Entwickler: Team GrisGris, 5bp. •Publisher: 5bp., Marvelous USA (EU/NA)                          | 24. Juli 2014              | 13. Oktober 2015           | 20. Oktober 2015           | Plattformen: PS Vita, Android, iOS, Windows                           |
| Corpse Party 2: Dead Patient neues • Entwickler: GrindHouse • Publisher: GrindHouse                                          | 05. Oktober 2017           | Winter 2018                | nicht veröffentlicht       | Plattformen: PC Neuveröffentlichung mit zusätzlichem Inhalt           |

#### Fanspiele
Im Jahr 2007 veröffentlichten Noraenu und Sanmaru ein eigens mithilfe des RPG Maker XP entwickeltes Fanspiel unter dem Titel Corpse Party Zero als Freeware-Spiel, das die Geschichte zweier in der Heavenly Host Elementary School gefangenen Schwestern verfolgt. Makoto Kedōin, Schöpfer der Corpse-Party-Serie zeigte sich dermaßen beeindruckt, dass er Referenzen aus dem Fangame in mehreren seiner später folgenden Werken einbaute. Das Fangame erfuhr 2012 eine englische Übersetzung durch Memories of Fear.

### Mangaserie
| Titel                                                | Autor         | Illustrator        | Verleger      | Magazine                     | Bände (Kapitel) | Veröffentlichungszeitraum (JP)     |
| ---------------------------------------------------- | ------------- | ------------------ | ------------- | ---------------------------- | --------------- | ---------------------------------- |
| Corpse Party: Blood Covered                          | Makoto Kedōin | Toshimi Shinomiya  | Square Enix   | Gangan Powered, Gangan Joker | 10 (47 Kapitel) | 22. August 2018 – 22. Oktober 2012 |
| Corpse Party: Musume                                 | Makoto Kedōin | Mika Orii          | Media Factory | Monthly Comic Alive          | 3 (20 Kapitel)  | 27. August 2010 – 27. Juli 2012    |
| Corpse Party: Another Child                          | Makoto Kedōin | Shunsuke Ogata     | Mag Garden    | Monthly Comic Blade          | 3 (17 Kapitel)  | 30. August 2011 – 28. Februar 2013 |
| Corpse Party: Book of Shadows                        | Makoto Kedōin | Mika Orii          | Media Factory | Monthly Comic Alive          | 3 (24 Kapitel)  | 23. August 2012 – 24. März 2014    |
| Corpse Party: Sweet Sachiko’s Hysteric Birthday Bash | Makoto Kedōin | Tsubakurou Shibata | Enterbrain    | Famitsu Comic Clear          | 2 (12 Kapitel)  | 22. Juni 2013 – 15. Januar 2015    |
| Corpse Party Cemetery 0: Kaibyaku no Ars Moriendi    | Makoto Kedōin | Ichihaya           | Takeshobo     | Manga Life Win               | 2 (19 Kapitel)  | 22. Juni 2013 – 17. April 2014     |
| Magi-Cu 4 Koma: Corpse Party                         |               | verschiedene       | Enterbrain    | Magical Cute Comics          | 1               | 25. März 2013                      |

### Verfilmungen
| Titel                         | Regisseur       | Produktionsfirma | Laufzeit                 | Veröffentlichungsdatum |
| ----------------------------- | --------------- | ---------------- | ------------------------ | ---------------------- |
| Corpse Party: Missing Footage | Akira Iwanaga   | Asread           | 11 Minuten               | 02. August 2012        |
| Corpse Party: Tortured Souls  | Akira Iwanaga   | Asread           | 117 Minuten (4 Episoden) | 24. Juli 2013          |
| Corpse Party                  | Masafumi Yamada | Kadokawa Daiei   | 93 Minuten               | 01. August 2015        |
| Corpse Party: Book of Shadows | Masafumi Yamada | Kadokawa Daiei   | 93 Minuten               | 30. Juli 2016          |

## Musik
Viele der in der Corpse-Party-Serie zu hörende Lieder wurde von der Popsängerin und Synchronsprecherin Asami Imai, die ebenfalls diverse Sprechrollen in der Serie hat, interpretiert. Auch Eri Kitamura, die mit der Videospielserie in Verbindung steht, steuerte diverse Lieder zu Corpse Party bei. Gemeinsam mit Imai bildet Kitamura das Duo Artery Vein, das ebenfalls Musik zur Serie schrieb.
Der Spielesoundtrack in Corpse Party 2: Dead Patient stammt von Mao Hamamoto.

## Rezeption
| Spiel                         | GameRankings                           | Metacritic                         |
| ----------------------------- | -------------------------------------- | ---------------------------------- |
| Corpse Party                  | PSP: 73 % PC: 71 % 3DS: 81 % IOS: 67 % | PSP: 71/100 PC: 71/100 3DS: 77/100 |
| Corpse Party: Book of Shadows | PSP: 68 % PC: 42 %                     | PSP: 67/100                        |
| Corpse Party: Blood Drive     | PSV: 60 % iOS 70 %                     | PSV: 60/100                        |
| Corpse Party 2: Dead Patient  | –                                      | PC: 67/100                         |

Die Corpse-Party-Reihe ist unter Horror-Fanatikern aufgrund seiner gruseligen Elemente, faszinierenden Puzzles sowie der wirklich unheimlichen Storyline und Charaktere beliebt. Auch wenn die Spiele in einem süßen Anime-Stil gehalten sind, wird dies mit grauenerregenden Darstellungen von Gewalt und furchterregenden Situationen kontrastiert. In japanischen Spielerkreisen hat Corpse Party einen Kultstatus erreichen können.
Bis 2016 konnte die Serie mitsamt ihren Adaptionen knapp eine Milliarde Yen in Japan einspielen.

## Verbote
Im Juni 2015 gab das Kulturministerium der Volksrepublik China bekannt, dass Corpse Party gemeinsam mit 37 weiteren anderen Manga- und Animeserien verboten wird. Liu Qiang erklärte, dass die Auflistung anhand von Evaluationen von Ermittlern, Besprechungen des Ministeriums und Expertenmeinungen getroffen wurden. Als Begründung wurden die Darstellungen gewaltverherrlichender Szenen, Pornografie, Terrorismus, Verbrechen gegen die öffentliche Moral und die Beeinflussung Jugendlicher zu solchen Taten genannt.